# 卢斯多夫
卢斯多夫是奥地利下奥地利州梅尔克县的一个市镇。总面积11.91平方公里，总人口3619人，人口密度303.9人/平方公里（2005年）。